# 兵 (シャンチー)

兵、卒の駒

「兵」（へい、ひょう、拼音: bīng ピン）、「卒」（そつ、拼音: cù ツゥー）は、シャンチー（中国象棋）の駒である。兵、卒は河を渡る前は前方の一歩だけ進むことができ、河を渡った後は、左右または前に一歩進むことができる。ただし、後方に移動することはできない。
兵と卒の字義はどちらも小兵であり、階級の最も低い軍人を表わす。